# Southbank Centre

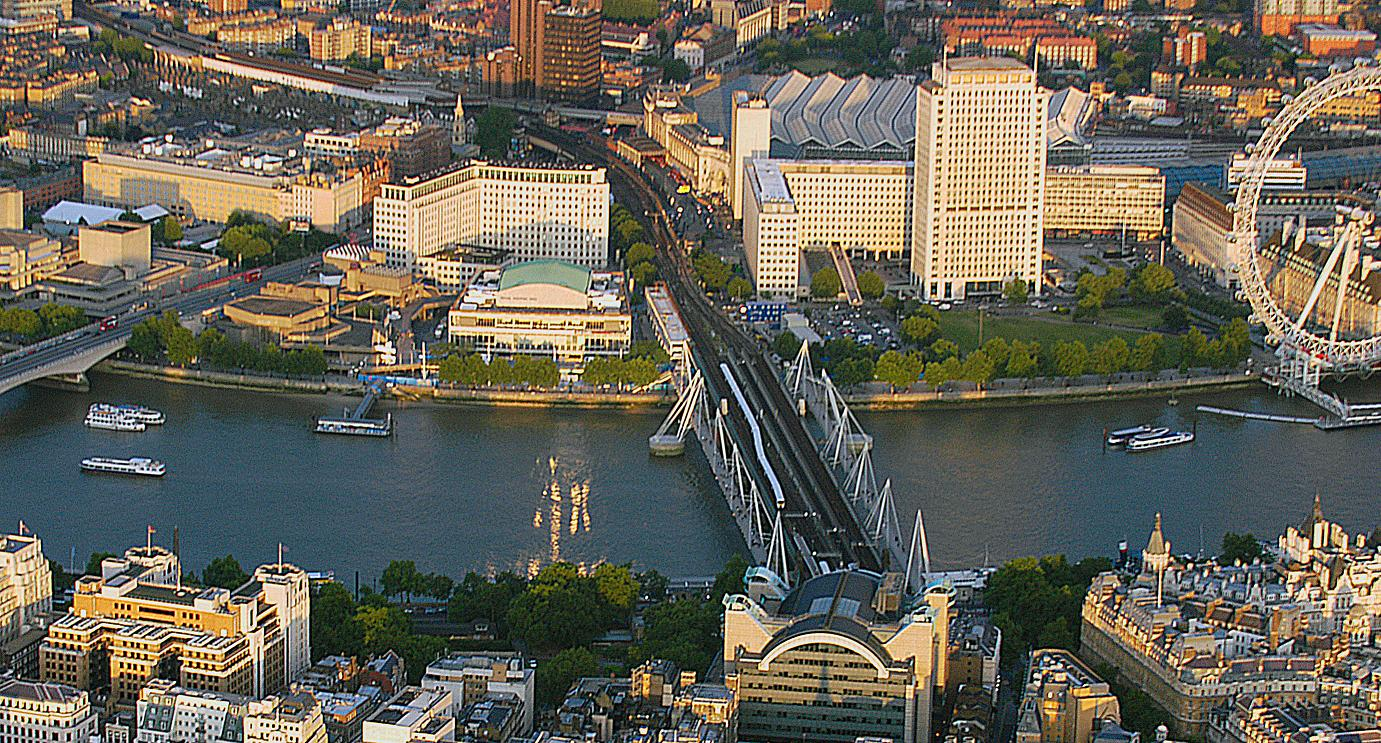
Overzicht Southbank Centre aan weerszijden van Hungerford Bridge

Southbank Centre is een cultureel gebouwencomplex in de Britse hoofdstad Londen, dat gebouwd is in de stijl van het brutalisme. Het complex ligt aan de South Bank, de zuidoever van de rivier de Theems, aan weerszijden van Hungerford Bridge. Het complex bestaat uit de Royal Festival Hall, de Queen Elizabeth Hall, de Purcell Room en de Hayward Gallery en vormt samen met het naastgelegen Royal National Theatre en het British Film Institute een van Europa's grootste concentraties van kunstinstellingen. Ook zonder laatstgenoemde instellingen trekt het Southbank Centre jaarlijks meer dan 3 miljoen bezoekers. De Royal Festival Hall, de Queen Elizabeth Hall en de Purcell Room brengen per jaar gemiddeld 1000 concerten en voorstellingen, en de Hayward Gallery presenteert elk jaar 3 à 4 grote tentoonstellingen.

## Locatie
Southbank Centre bestaat uit een 85.000 m² groot gebied dat zich uitstrekt langs de zuidoever (South Bank) van de Theems tussen Waterloo Bridge en London County Hall (waar het London Eye staat opgesteld). Aan de overkant van de Theems bevindt zich het Station London Charing Cross. Behalve de genoemde kunstinstellingen bestaat het complex uit de Jubilee Gardens en The Queen’s Walk. Naast het Soutbank Centre, aan de andere kant van Waterloo Bridge, liggen het National Theatre en het British Film Institute (Southbank), maar maken er officieel geen deel van uit. In de omgeving liggen verder de London Eye, de London Dungeon, en iets verder weg, de theaters Old Vic en Young Vic. De dichtstbijzijnde metrostations van de London Underground zijn Waterloo en Embankment.

## Geschiedenis

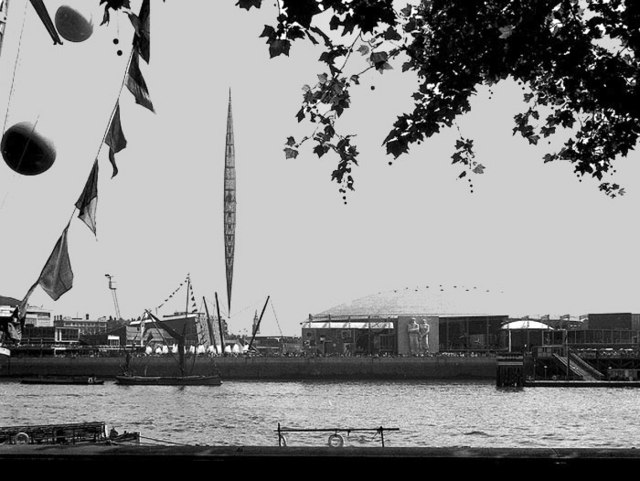
Skylon en Dome of discovery (Festival of Britain, 1951)

### Festival of Britain
De geschiedenis van Southbank Centre start met het Festival of Britain, dat in 1951 in Londen werd gehouden om het naoorlogse herstel van Groot-Brittannië te vieren. In een aantal paviljoens op de South Bank werd het beste getoond op het gebied van wetenschap, technologie, industrieel ontwerp en kunst. Het festival vond plaats van mei tot september 1951, maar na afloop werden de meeste gebouwen gesloopt. Alleen de Royal Festival Hall bleef bewaard.

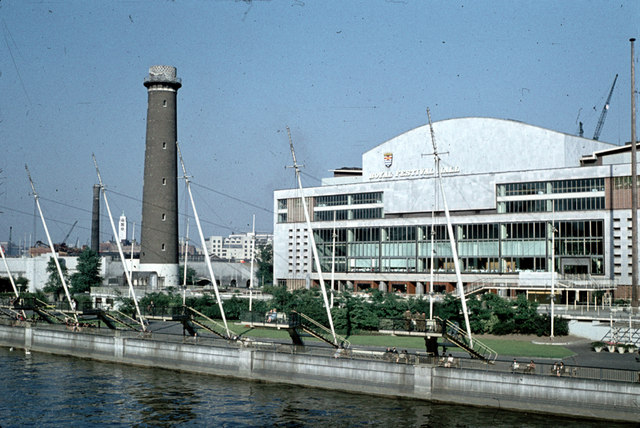
Shot Tower en Royal Festival Hall, 1959

### Na het festival
De Royal Festival Hall, als enig overgebleven paviljoen op het uitgestrekte terrein, werd van 1962 tot 1965 aangepast voor permanent gebruik en kreeg een uitgebreiding in de richting van de rivier en Station London Waterloo. In 1955 besloot de stad Londen (London County Council, later Greater London Council) om een tweede concertzaal en een kunsthal op het terrein te bouwen, nadat plannen om hier het National Theatre te bouwen moesten worden uitgesteld. In 1967 openden de South Bank Concert Halls, de Queen Elizabeth Hall en de daarmee verbonden Purcell Room, hun deuren voor het publiek. Een jaar later ging de Hayward Gallery open, die gerund werd door de Arts Council England. Alle gebouwen hadden hun hoofdentree op de eerste etage. Een stelsel van betonnen looppaden en voetgangersbruggen verbond de nieuwe gebouwen met de Festival Hall en het verderop gelegen Shell Centre (het Britse hoofdkantoor van Royal Dutch Shell). De begane grond werd ingericht voor het toeleveringsverkeer. Deze scheiding van verkeersstromen leidde tot het ontstaan van donkere en weinig gebruikte ruimtes onder en tussen de gebouwen en walkways.

### Recente ontwikkelingen
In 1986 werd de South Bank Board gevormd, die het management van de concertzalen aan de South Bank overnam van de Greater London Council. Een jaar later nam deze organisatie ook de Hayward Gallery over. Vanaf dat moment werd gesproken van het Southbank Centre.
In 1999 werd de walkway aan de oostzijde van de Royal Festival Hall gesloopt. Omstreeks deze tijd ontstonden tal van plannen om het gebied verder in te vullen en de uitstraling te verbeteren. Slechts een klein deel van deze plannen werd uitgevoerd. Zo verrezen tussen 2004 en 2007 naast de oprit van Hungerford Bridge een nieuw kantoorgebouw en enkele winkels en horecagelegenheden. Tegelijkertijd werd de akoestiek van de Royal Festival Hall verbeterd, zodat deze geschikter werd voor klassieke muziek.

## Toekomstplannen
In 2013 werden nieuwe plannen gepresenteerd voor de Hayward Gallery en de Queen Elizabeth Hall, waarbij twee nieuwe gebouwen zouden worden toegevoegd, waarin ruimtes voor kunst, een centrum voor literatuur en commerciële ruimtes ondergebracht zouden worden. Door dit nieuwe plan zou The Undercroft verdwijnen, een skatepark dat in kringen van skaters een zekere cultstatus had. Een campagne tegen deze plannen kreeg steun van 120.000 leden. Naast de skaters bleek ook het National Theatre bezwaren tegen de plannen te hebben, waarna de plannen in 2014 werden bevroren.

## Orkesten
De volgende orkesten zijn in het Southbank Centre gevestigd:
- London Philharmonic Orchestra (Royal Festival Hall)
- Philharmonia Orchestra (Royal Festival Hall)
- London Sinfonietta (Southbank Centre, voornamelijk Queen Elizabeth Hall)
- Orchestra of the Age of Enlightenment (Southbank Centre, voornamelijk Purcell Room)

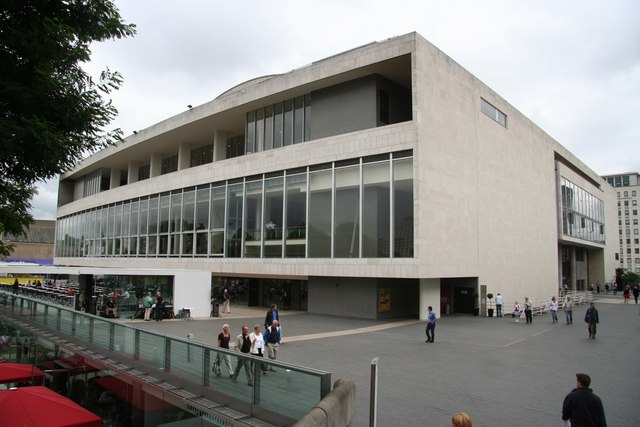
Royal Festival Hall
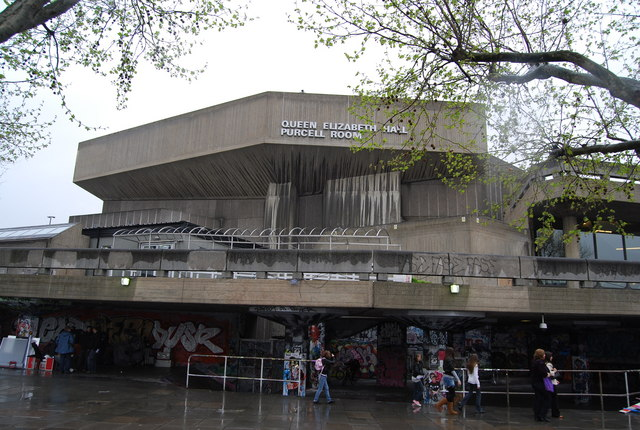
Queen Elizabeth Hall en Purcell Room
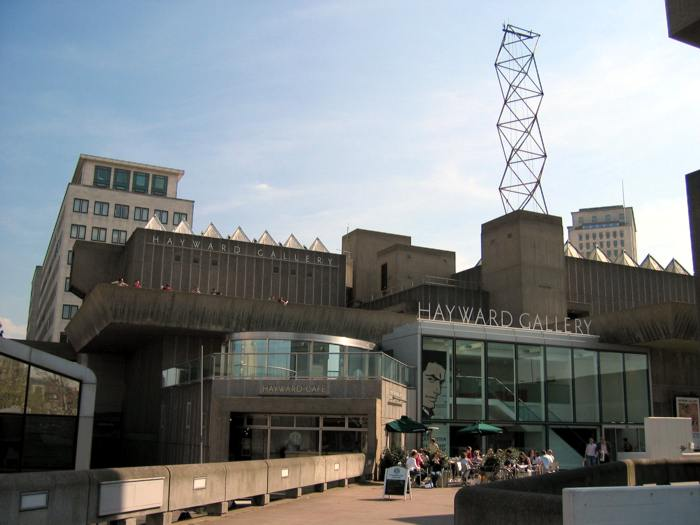
Hayward Gallery
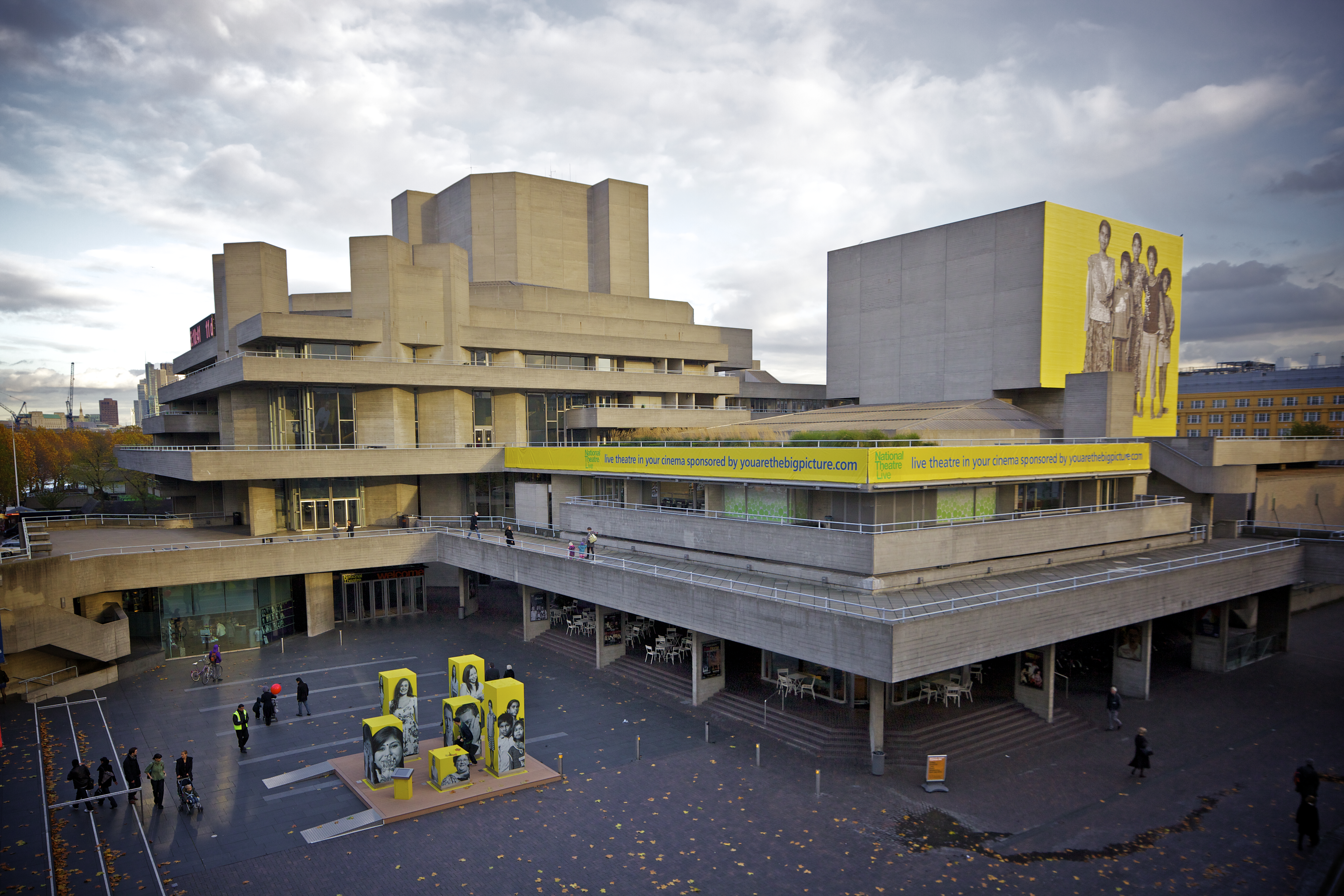
National Theatre